# Ключ 6
Ключ 6 (иер. 亅) со значением «крюк», второй по порядку из 214 традиционного списка иероглифических ключей, используемых при написании иероглифов.
В словаре Канси под этим ключом содержится 19 иероглифов (из 49 030).

## История
Древний рисунок, от которого произошел иероглиф «крючок», изображал шип, колючку или крюк.
В качестве ключевого знака иероглиф «крючок» малоупотребителен.
В словарях располагается под номером 6.

## Примеры
| Доп. черты | Примеры |
| ---------- | ------- |
| 0          | 亅      |
| 1          | 了      |
| 2          | 亇      |
| 3          | 予      |
| 5          | 争      |
| 6          | 爭      |
| 7          | 亊      |
| 8          | 事      |